# لواء الخنساء
لواء الخنساء هي وحدة للشرطة أو تطبيق القانون ذات طبيعة أنثوية حصرية تابعة للجماعة الجهادية المتشددة تنظيم الدولة الإسلامية في العراق والشام التي أعلنت نفسها، والتي تعمل في عاصمتها الواقعية، الرقة والموصل. تشكلت في بداية عام 2014 ويبدو أنها سميت باسم الخنساء، وهي شاعرة عربية من الأيام الأولى للإسلام، ليس من الواضح مدى انتشار المجموعة واستدامتها. إنه فريد من نوعه في العالم الإسلامي حيث، في الأنظمة الأخرى ذات أنظمة الشرطة الدينية المماثلة (مثل المملكة العربية السعودية)، يقوم الرجال بتطبيق الحسبة بين النساء، وفي الدولة الإسلامية لم ينتشر خارج العاصمة الرقة، مما يقود مراقب للتساؤل عما إذا كان الإعلان «حيلة» ستكون «قصيرة الأجل».
وقال مسؤول في داعش أبو أحمد في عام 2014: "لقد أنشأنا اللواء لتوعية النساء بديننا ومعاقبة النساء اللواتي لا يحترمن القانون. وتعرف هذه الملابس أيضا باسم الشرطة الأخلاقية لداعش.
النساء اللواتي يخرجن بدون مرافق أو غير مغطيات بشكل كامل علنياً يتعرضن للاعتقال والضرب من قبل الخنساء. مثال على الجرائم والعقوبات التي يعاقب عليها الجنسة هي تلك التي فرضت على امرأتين في العاصمة داعش، الرقة، في عام 2015، اللواتي حصلن على 20 جلدة لارتدائهن العباءات المعدلة لشكلهن، خمسة لارتدائهن ماكياج تحت العباءات وخمسة آخرين ل «عدم الرضوخ الكافي عند القبض عليهم».
للواء منشآته الخاصة لتجنب الاختلاط بين الرجال والنساء. تتراوح أعمار النساء بين 18 و25 سنة ويتقاضين راتباً شهرياً قدره 25,000 ليرة سورية. وفقا للهاربين الذين قابلتهم قناة سكاي نيوز، فإن لواء الخنساء يضم العديد من النساء الأجنبيات. يتم تدريب المجندات لمدة شهر. ويقدر راتبهم «ما بين 70 جنيه استرليني و 100 جنيه استرليني في الشهر». ويحمل الأعضاء أسلحة نارية ويمكن أن يكونوا مقاتلين (العديد من النساء الأوروبيات يقاتلون في الخطوط الأمامية) أو النساء اللواتي «يسيطرن على الشوارع ويعتنين بأعمال المدينة» (أساساً من أصل عربي).
ووفقاً لمصدر معادٍ لتنظيم الدولة الإسلامية، فإن النساء في المنطقة التي يديرها تنظيم الدولة الإسلامية لا يستطيعون قيادة السيارات أو حمل الأسلحة، لكن النساء في لواء الخنساء «يمكنهن القيام بكلتيهما».
في أبريل 2017، أصدرت المجموعة شريط فيديو خاص بالتوظيف للقراصنة الإناث اللواتي زعمن أنهن قامن بقرصنة أكثر من 100 من حسابات وسائل التواصل الاجتماعي خلال الشهر السابق. كما تم الإبلاغ عن عمليات تسلل لأعضاء المجموعة في مخيمات اللاجئين العراقيين.

## وصلات خارجية
- Al-Khansaa Brigade Manifesto (Translation and analysis by the Quilliam Foundation)